# Bionectria capitata
Bionectria capitata är en svampart som beskrevs av Schroers & Samuels 2001. Bionectria capitata ingår i släktet Bionectria och familjen Bionectriaceae.   Inga underarter finns listade i Catalogue of Life.